# گمینا تژبیلینو
گمینا تژبیلینو (به لهستانی:  Gmina Trzebielino) یک گمینا در لهستان است که در شهرستان بتوف واقع شده‌است. گمینا تژبیلینو ۲۲۵٫۴۵ کیلومتر مربع مساحت و ۳٬۷۱۶ نفر جمعیت دارد.